# Jie Shun
 (mai 2020).
Le Jie Shun est un navire de transport nord-coréen construit en 1986. Il porte le drapeau du Cambodge et a Phnom Penh comme son quartier maritime.

## État
Selon une enquête faite par les Nations Unies, l'armature du navire était sévèrement rouillée à sa saisie en 2016, et le système de dessalement était non fonctionnel.

## Immatriculation
Le Jie Shun est immatriculé au Cambodge, qui servait de pavillon de complaisance. Le navire avait son transpondeur désactivé pour éviter d'attirer l'attention,. En 2014, le navire aurait été la propriété de la compagnie chinoise Sun Sidong,.

## Violations des sanctions
Jie Shun a quitté Haeju, Corée du Nord le 23 juillet 2016, avec un 23 membres d'équipage, incluant un commissaire politique. En août 2016, le navire a été détenu par les autorités égyptiennes dans les eaux égyptiennes avant de passer dans le canal de Suez. Le navire transportait du minerai de fer et 30 000 lance-roquettes PG-7, une violation des sanctions,. Une enquête de l'ONU a trouvé que la Corée du Nord essayait de vendre des armes interdites aux Forces Armées Égyptiennes. La valeur totale des armes est estimée à 23 millions USD,,.